# Десять найцікавіших і найнезвичайніших живих істот

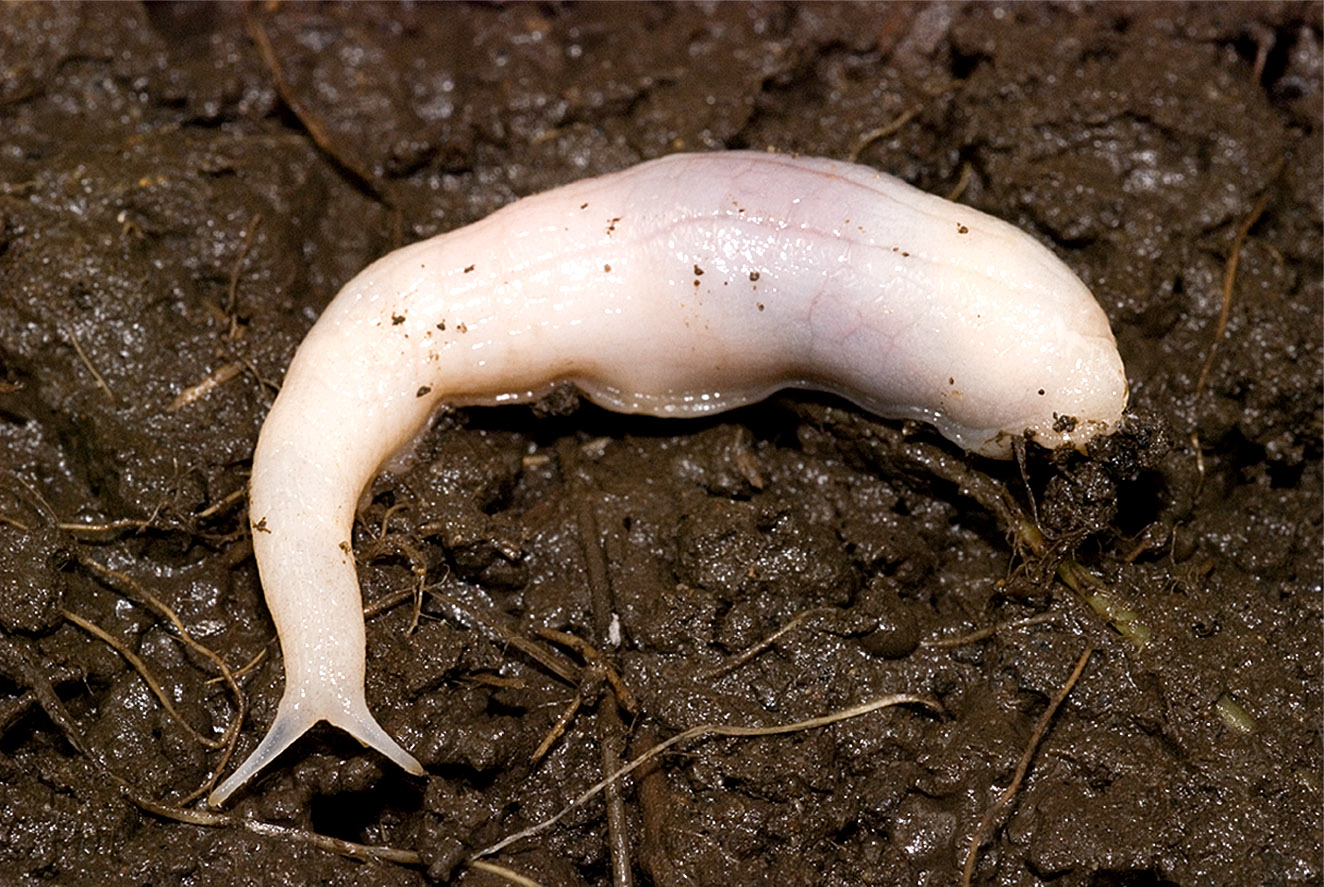
Selenochlamys ysbryda, земляний слимак, відкритий 2006 року

Десять найцікавіших і незвичайних живих істот — список, котрий складається із 10 найцікавіших і найнезвичайніших істот, відкритих певного року, до цього списку включаються і вимерлі організми. Список публікується щороку в травні Міжнародним інститутом дослідження видів, публікація приурочується до дати народження Карла Ліннея, видаватися почав 2008 року.